# Matt Elliott (piłkarz)
Matthew Stephen Elliott (ur. 1 listopada 1968 w Roehampton) – szkocki piłkarz grający na pozycji bocznego obrońcy.

## Kariera klubowa
Piłkarską karierę Elliott rozpoczął w małym amatorskim klubie o nazwie Leatherhead and Epsom & Ewell. Jego pierwszym poważnym klubem był Charlton Athletic. W sezonie 1988/1989 był członkiem pierwszej drużyny jednak nie przebił się do podstawowego składu i po roku trafił do Torquay United, w którym grał w rozgrywkach Division Four. W marcu 1992 roku został zawodnikiem Scunthorpe United i występował tam do listopada 1993 roku, kiedy to został piłkarzem Oxford United. W 1994 roku spadł z tym klubem z Division One, a w 1996 roku powrócił z klubem z uniwersyteckiego miasta na zaplecze Premiership.
W styczniu 1997 roku Elliott przeszedł do grającego w Premiership Leicester City. Kosztował 1,6 miliona funtów, a transfer ten jest najwyższym w historii klubu z Oksfordu. W barwach nowej drużyny zadebiutował 18 stycznia w wygranym 1:0 domowym spotkaniu z Wimbledonem. W kolejnych sezonach był ostoją defensywy „Lisów”, a w 2000 roku zdobył Puchar Ligi Angielskiej, dzięki wygraniu finału 2:1 z Tranmere Rovers. W sezonie 2000/2001 wystąpił w rozgrywkach Pucharu UEFA, ale zespół odpadł po dwumeczu ze Crveną Zvezdą (1:1, 1:3). W 2002 roku spadł z Leicester do Division One. W 2003 roku powrócił jednak do Premiership, a w 2004 roku został wypożyczony do Ipswich Town, z którym grał w Division One. W 2005 roku wrócił do Leicester, które międzyczasie znów doświadczyło degradacji, ale niedługo potem zakończył piłkarską karierę z powodu kontuzji kolana.

## Kariera reprezentacyjna
Babcia Matta była Szkotką, toteż Elliott został uprawniony do występów w reprezentacji Szkocji. W niej zadebiutował 12 listopada 1997 roku w przegranym 1:2 spotkaniu z Francją. W 1998 roku został powołany przez Craiga Browna do kadry na mundial we Francji, ale tam nie wystąpił w żadnym ze spotkań Szkotów. Po wyjazdowym meczu eliminacyjnym do Euro 2000 z Wyspami Owczymi (1:1), 5 czerwca 1999 roku, został - w następstwie otrzymanej w tym meczu czerwonej kartki - wyrzucony z reprezentacji przez Craiga Browna, który wówczas powiedział o Elliott'cie: „Ten pan, dopóki jestem trenerem reprezentacji Szkocji, więcej w niej nie zagra”. Po rezygnacji Browna Elliott wrócił do reprezentacji, by ostatecznie zakończyć w niej karierę w 2001 roku, a jego ostatnim występem był mecz z Łotwą (2:1). W kadrze narodowej wystąpił 18 razy i zdobył jedną bramkę.